# Доместик на схолите
Доместикът на схолите (на гръцки: δομέστικος τῶν σχολῶν) е византийска военна титла и длъжност, давана първоначално на началниците на тагмата на схолите. Първият известен доместик на схолите е от времето на император Константин V Копроним (741 – 775). Дълго време той е втори във военната йерархия след стратега на Анатоликон, но от края на IX век е на практика главнокомандващ на византийската армия. Император Роман II (959 – 963) разделя службата на доместик на Изтока (Мала Азия) и доместик на Запада (Балканите). След XI век службата губи малко по малко от първостепенния си характер и постепенно се превръща в почетна титла.